# 實景真人
實景真人（英語：Live action）是一種电影摄影或攝錄而不使用动画的方式。該詞不僅用於定義電影，還用於定義視頻遊戲或類似的視覺媒體，其使用演員而不是動畫。根據劍橋字典，實景真人「（涉及）真實的人或動物，而不是模型，或繪製或由计算机生成的圖像」。

## 另見
- 臨場動態角色扮演遊戲